# White-sloanea
White-sloanea es un género de plantas fanerógamas de la familia Apocynaceae. Contiene dos especies. Es originario de África donde se encuentra en Somalia.

## Descripción
Es una planta erguida, en su mayoría con un solo tallo suculento de 3-13 cm de altura, ramificado, ortótropo; con el látex incoloro, con raíces fibrosas. Los brotes perennes, suculentos, de color verde claro a marrón claro, cilíndricos a cónicos, de 3-13 cm de largo, 4-5.5 mm de ancho, 4-angular, con ángulos bastante afilados, glabros. Las hojas están ausentes.
Pseudo-inflorescencias axilares a lo largo de los ángulos del tallo, a menudo en las filas verticales a lo largo de todos los ángulos, con 5-20 flores, y 1-2 flores abiertas de forma simultánea, simples, pedunculadas, los pedúnculos más cortos que los pedicelos, glabros; raquis persistente ; pedicelos glabros. Las flores son fragantes, con ligero olor a excrementos, no son nectaríferas.

## Taxonomía
El género fue descrito por Emilio Chiovenda y publicado en Malpighia 34: 541. 1937.

## Especies
| - White-sloanea crassa (N.E.Br.) Chiov. - White-sloanea migiurtina Chiov. |